# Anisozyga decorata
Anisozyga decorata är en fjärilsart som beskrevs av W. Warren 1906. Anisozyga decorata ingår i släktet Anisozyga och familjen mätare. Inga underarter finns listade i Catalogue of Life.